# Sotodosos
Sotodosos ist ein Ort und eine Gemeinde (municipio) mit 33 Einwohnern (Stand: 2024) im Südwesten der Provinz Guadalajara in der Autonomen Gemeinschaft Kastilien-La Mancha. 

## Lage und Klima
Sotodosos liegt in einer Höhe von ca. 1145 m in der Kulturlandschaft der Serranía. Die Entfernung zur südwestlich gelegenen Provinzhauptstadt Guadalajara beträgt ca. 59 Kilometer (Fahrtstrecke). 
Das Klima ist gemäßigt bis warm; Regen fällt übers Jahr verteilt.

## Bevölkerungsentwicklung
| Jahr      | 1970 | 1981 | 1991 | 2001 | 2011 | 2021 |
| Einwohner | 202  | 103  | 77   | 59   | 45   | 30   |

## Sehenswürdigkeiten
- Kirche Mariä Himmelfahrt
- Marienkapelle